# Église de la Nativité-de-la-Sainte-Vierge de Fouchères
L'église de la Nativité-de-la-Sainte-Vierge est une église située à Fouchères, en France.

## Description
L’église de la Nativité-de-la-Sainte-Vierge de Fouchères possède une nef romane et un chœur ainsi qu’un transept datant du début du XIIIe siècle comme l'attestent les chapiteaux à crochets du chœur. On peut encore voir dans cette partie des traces de peinture ocre rouge sur les nervures des voûtes. La nef comporte trois travées plafonnées accostées d’un bas-côté, au nord. Le transept double est suivie par un chœur à chevet plat doté d'un triplet et d'une rosace. Un petit clocher s’élève au-dessus de la nef, au niveau de la troisième travée. Des verrières, notamment celles de saint Henri, sainte Marguerite et du Christ avec les apôtres, ont été réalisées à la fin du XIXe siècle par le verrier Tamoni. Les personnages du triplet du chevet sont dus à Gruber et datent de 1940.
La seule verrière ancienne de l’église, datée de 1575, se trouve dans la première travée nord du transept : il s’agit de deux lancettes en plein cintre coiffées d’un tympan à oculus et deux écoinçons. Les lancettes ont pour thème la Mort de la Vierge en présence des apôtres et du donateur, Elion d'Amoncourt, abbé des abbayes de Saint-Martin de Troyes et de Boulancourt, prieur de Fouchères. Il est ici présenté par saint Benoît (ou peut-être saint Robert de Molesmes) devant un fond architectural de style renaissance. C’est ce personnage qui a sans doute également initié certaines transformations du bâtiment, notamment l’agrandissement des baies. La verrière a été restaurée à trois reprises : en 1861, en 1907 par Bonnot, enfin en 1980 par Vinum. Une inscription mentionnant la donation et la date apparaît au bas du vitrail. L’oculus montre l’Assomption de la Vierge dans une nuée d’angelots. L’édifice a été classé monument historique en 1840 et les vitraux ont été classés au titre objet le 27 décembre 1913.

## Localisation
L'église est située sur la commune de Fouchères, dans le département français de l'Aube.

## Historique
L'édifice est classé au titre des monuments historiques en 1840.